# Талды II
Талды II — могильник раннего железного века (Тасмолинская культура) на территории Каркаралинского района Карагандинской области Казахстана. Расположен в 1,4 км (0,8 км к западу) от села им. К. Аманжолова (Талды), в 44 км от Каркаралинска, высота курганов от 2 до 3,5 м, диаметр от 30 до 65 м. Работы по археологическому изучению памятника начаты в 2009 году в рамках Региональной программы «Культурное наследие». В 2009—2010 годах были исследованы 7 сакских царских курганов эпохи раннего железного века.
Археологические раскопки проводились под руководством кандидата исторических наук, археолога Бейсенова А. З. (рукодитель отдела Института археологии им. А. Х. Маргулана).

## Находки
Самые важные находки были сделаны в кургане № 2 (диаметр 30 м, высота 2м) и № 5 (диаметр 65 м, высота 3,5 м), где было найдено:
200 крупных золотых изделий, выполненных в знаменитом сакском зверином стиле, 1800 золотых чешуек, более 21 000 мелкого золотого бисера в виде бляшек и колец. Также были найдены 14 бронзовых наконечников стрел, 150 каменных подвесок (бус). Особый интерес представляют золотые литые Х-видные поясные обоймы, обоймы квадратной формы, массивная бляха от ножен кинжала, ворворки 3-х типов, накладки с противопоставленными головами горных козлов, накладки в виде идущей фигурки кошачьего хищника, накладка в форме свернувшегося в кольцо кошачьего хищника, многочисленные подвески — округлые, в виде зерен злака, и др. По всей вероятности, в этих курганах были погребены вожди, правители саков проживавших в степях Центрального Казахстана. Тысячи золотых изделий относятся к типам ювелирных украшений от парадного костюма сакского царя. Талдинские курганы датируются VII—VI вв. до н. э.